# تكوين الدويرات
تكوين الدويرات هو تكوين جيولوجي يقع في تونس بالقرب من قرية دويرات. هو جزء من التكوين القاري الأكبر الذي يمتد من الجزائر والنيجر في الغرب إلى مصر والسودان في الشرق. يقع تكوين الدويرات في حوض تطاوين في جنوب تونس، ويمتد إلى الجزائر وليبيا، وهو جزء من مجموعة مرباح الأصفر للتكوينات الصخرية. يبلغ سمك تكوين الدويرات 80 مترا ويتكون من طبقة من الرمل يبلغ ارتفاعها 30 مترا تحت طبقة من الطين يبلغ ارتفاعها 50 مترا.
اكتُشف عدد قليل من الأحافير الحاملة في الطبقة الرملية. تتراوح الأحافير من فترة الأبتي إلى فترة الألبي وتشمل أسماك القرش في المياه العذبة ومحدبات الأسنان البحرية الهامشية وورنكيات الشكل والأسماك شعاعية الزعانف والسلاحف والتماسيح والتيروصورات وعضديات الأرجل وحبوب اللقاح والنباتات، بما في ذلك الأشجار. الأسماك هي أكثر أنواع الأحافير التي تم العثور عليها بوفرة. يشير اتجاه الحفريات إلى أن الأحافير السابقة قد ترسبت بواسطة تيار متدفق باتجاه الغرب بينما تم وضع الأحافير اللاحقة في موجات. بقايا الديناصورات التي تتكون من بقايا إغواندونيات طيريات الأرجل غير المحدد هي أيضًا من بين الحفريات التي تم استردادها من التكوين، على الرغم من أنه لم تتم الإشارة إلى أي جنس محدد بعد.
تحتوي الطبقة الطينية الخضراء على بقايا نباتية (سرخس وصنوبريات)، ولكن لا يوجد فقاريات أو نباتات مزهرة.
يعود تاريخ تكوين الدويرات إلى العصر الطباشيري المبكر، منذ أكثر من 100 مليون سنة. قام العلماء بتأريخ الطبقة الرملية إلى فترات الهاتريفي أو الباريمي أو الأبتي (منذ 132 إلى 113 مليون سنة) والطبقة الطينية إلى فترات الباريمي أو الأبتي (منذ 130 إلى 113 مليون سنة).
استنادًا إلى جيولوجيا التكوين والحفريات التي تم العثور عليها، يتفق العلماء على أن الجزء الرملي من تكوين الدويرات كان عبارة عن ساحل خصب أو على الأرجح دلتا نهر على شاطئ بحر تيثس، ولكن بحلول ذلك الوقت من الطبقة الطينية والانخساف التكتوني والهجرة باتجاه الشمال لبحر تيثس حولت المنطقة إلى بحيرة ضخمة للمياه العذبة تجف دوريًا إلى مسطح ملحي معادي للنباتات.